# Phygadeuon lateareolatus
Phygadeuon lateareolatus är en stekelart som beskrevs av Hellen 1967. Phygadeuon lateareolatus ingår i släktet Phygadeuon och familjen brokparasitsteklar. Inga underarter finns listade i Catalogue of Life.